# Північна Америка
Півні́чна Аме́рика — материк (континент) у Західній півкулі, північна частина частини світу Америки. Повністю розташований у північній півкулі та майже повністю — у західній.
На півночі омивається Північним Льодовитим океаном, на сході — Атлантичним океаном, на заході — Тихим океаном, на півдні — Карибським морем; також на півдні з'єднується Панамським перешийком з Південною Америкою. Загальна площа 24 709 000 км², що становить близько 4,8 % площі планети або 16,5 % площі її суші.
Північна Америка є третім за величиною і кількістю населення континентом після Євразії та Африки.
З урахуванням прилеглих островів (в основному — Карибського басейну) Північна Америка складається з 23 країн, в яких станом на 2013 рік мешкало близько 565 млн осіб, що становило 7,5 % усього світового населення.

## Етимологія

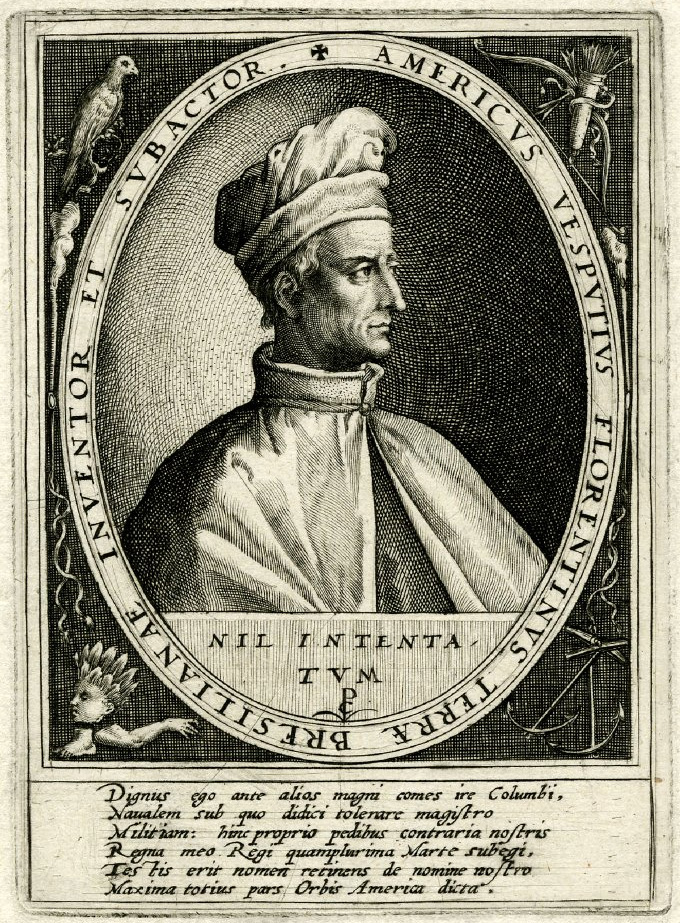
Амеріго Веспуччі

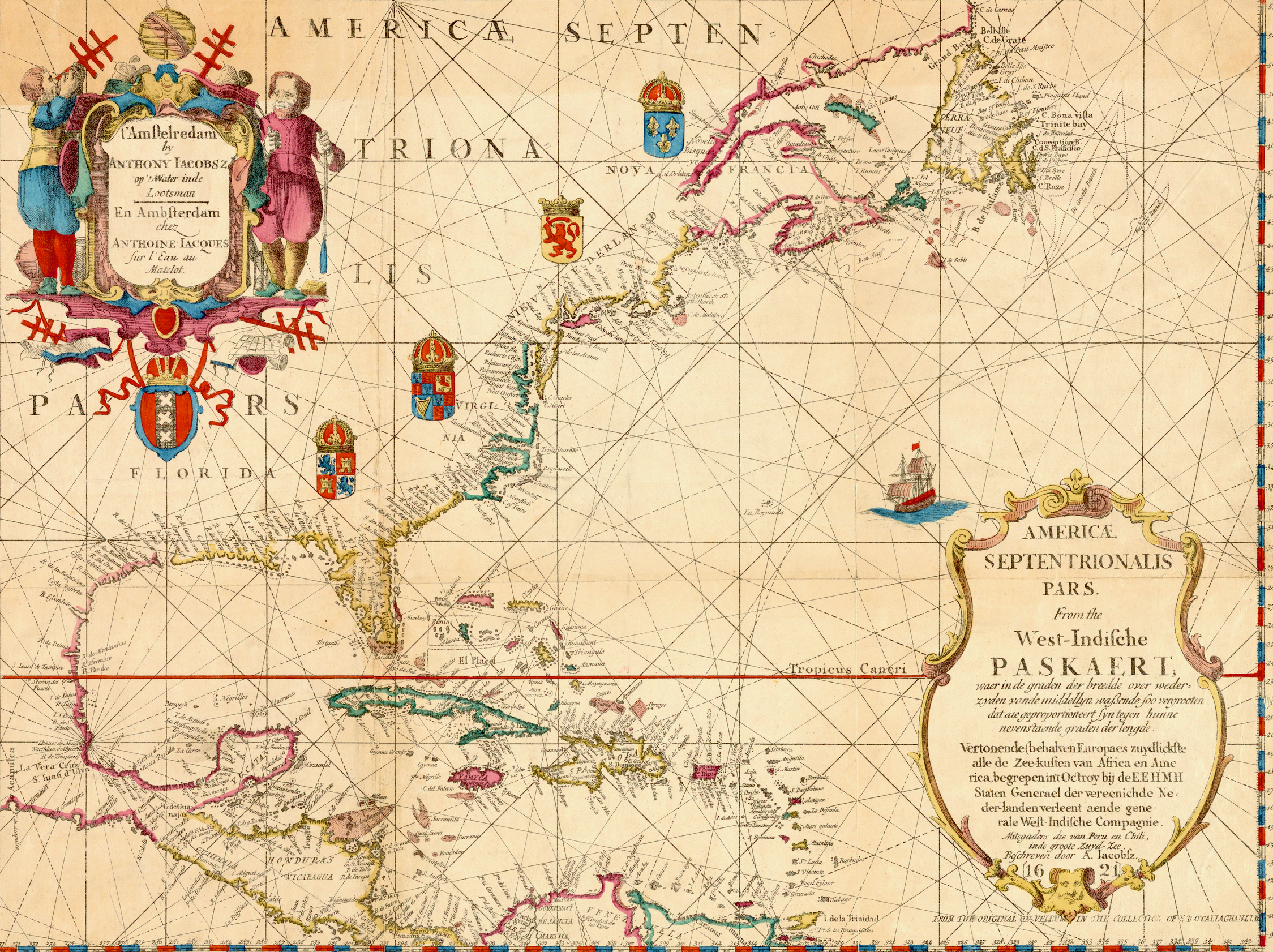
Карта Північної Америки, 1621 рік

Найпоширеніша версія походження назви стверджує, що Америку було названо німецькими картографами Мартіном Вальдземюллером і Матіасом Рінгманом на честь італійського мандрівника Амеріго Веспуччі. Веспуччі, котрий досліджував Північну Америку з 1497 по 1502 рік, був першим європейцем, котрий висловив припущення, що Америка була не Ост-Індією, а окремим континентом, раніше не відомим європейцям. У 1507 році Вальдземюллер намалював карту світу, на якій вжив слово «America» для позначення земель Північної Америки. У книзі Cosmographiae Introductio, що додавалася до карти, він так пояснював вибір назви:
… ab Americo inventore … quasi Americi terram sive Americam (на честь дослідника Амеріго … як начебто б це була земля Амеріго, тому Америка).
На думку Вальдземюллера, ніхто не мав заперечувати проти іменування континенту на честь його першовідкривача. Він узяв латинізовану версію імені Веспуччі (Americus Vespucius), проте використав її жіночу форму «Америка» за прикладом вже існуючих назв «Європа», «Азія» та «Африка».
У 1583 році Герард Меркатор використав на своїй карті світу термін «Америка» для позначення всієї західної півкулі.
Існують заперечення проти цієї версії, оскільки традиція іменування нових земель на честь першовідкривачів зазвичай не діяла, якщо мова йшла про королівські землі. Рікардо Пальма (1949) запропонував походження слова від назви гір Amerrisque в Центральній Америці — Веспуччі був першим дослідником не лише Південної Америки, а й цих гір, що з'єднують відкриті ним землі з відкриттями Христофора Колумба.
Альфред Хадд у 1908 році висунув теорію, що континенти було названо на честь валлійського купця з Бристоля на ім'я Річард Америк. Америк фінансував у 1497 році дослідницьку експедицію Джона Кабота з Англії до Ньюфаундленда. Існує також версія, що Америку названо на честь іспанського моряка, що мав старовинне вестготське ім'я Amairick. За іншим припущенням, назва походить з мови корінного населення.

## Географія

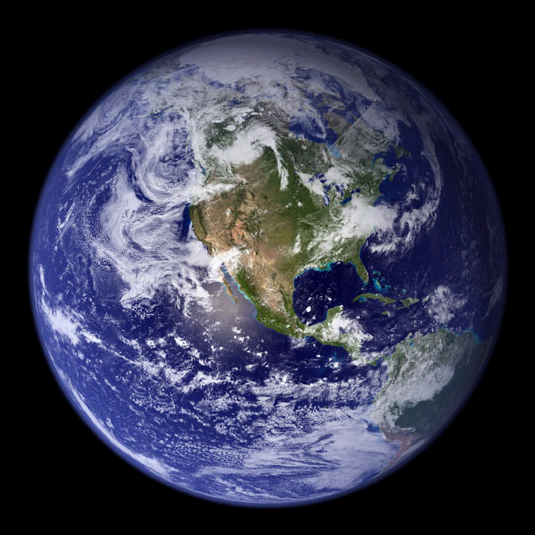
Північна Америка з космосу

Північна Америка розташована повністю у Північній півкулі. Континент простягається в усіх географічних поясах, крім екваторіального. Тому природа його різноманітніша порівняно, наприклад, з Південною Америкою. Південну частину материка, що розташована у тропічних широтах, називають Центральною Америкою. До неї зачислюють також Центральноамериканські острови (Вест-Індія). Крайня північна точка материка — мис Мерчисон на півострові Бутія в Канаді — розташований на 71°58' пн. ш., крайня південна точка материка — мис Мар'ято (7°12' пн. ш.), крайня західна – мис Принца Уельського (168°00' зх. д.), крайня східна — мис Сент-Чарльз (55°40' зх. д.). Протяжність з півночі на південь — 7,2 тис. км, із заходу на схід — 6,8 тис. км; середня висота поверхні 677 м. Найвища точка в Кордильєрах — Деналі (інші назва — Мак-Кінлі, 6 194 м), найнижча — в Долині Смерті (86 м нижче рівня моря). Понад 64 % території має висоту понад 300 м.
Площа материка — 20,4 млн км², а разом із островами — 24,25 млн км² (Ґренландія, Канадський Арктичний архіпелаг, Вест-Індія, Алеутські острови, Архіпелаг Олександра). Населення — 528 млн (станом на 2008 рік).

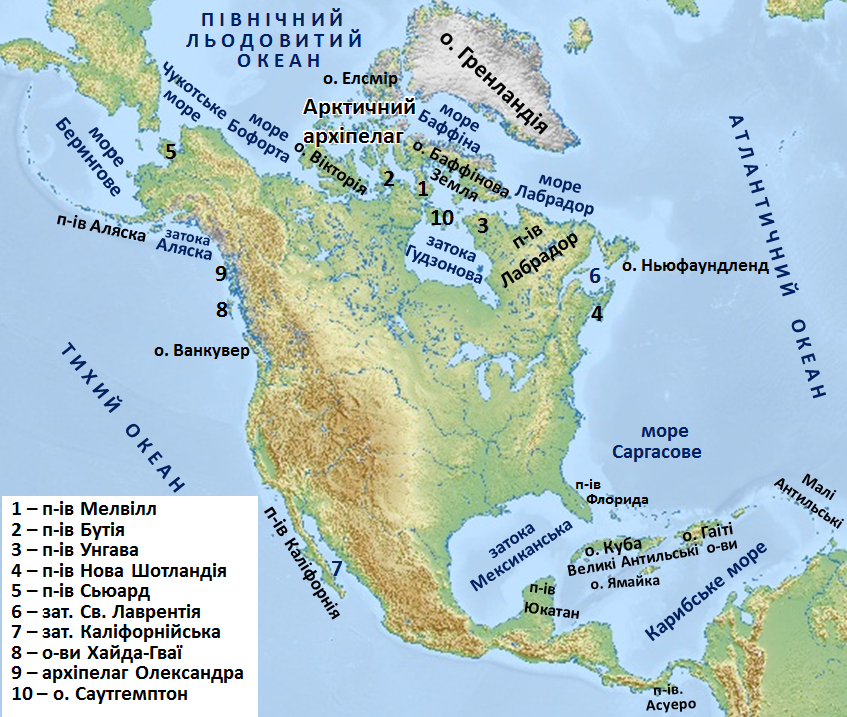
Берегова лінія Північної Америки

Берегова лінія Північної Америки доволі розчленована великою кількістю заток, півостровів та островів. Материк омивається Тихим океаном з Беринговим морем, затоками Аляска і Каліфорнійською, Атлантичним океаном з морем Лабрадор, затоками Св. Лаврентія, Карибською і Мексиканською, Північним Льодовитим океаном з морями Бофорта, Баффіна, Чукотським морем, Гудзоновою затокою, Дейвісовою протокою, Гудзоновою протокою, затокою Басейн-Фокс. Сполучається з Південною Америкою Панамським перешийком, від Азії відокремлена Беринговою протокою.
На півдні Північну Америку перетинає північний тропік, на півночі — північний полярний круг. Найширша частина материка лежить в помірних широтах.
Береги континенту сильно розчленовані на півночі, північному заході й північному сході. До найбільших елементів берегової лінії належать Гудзонова, Мексиканська, Каліфорнійська затоки, півострови Лабрадор, Флорида, Каліфорнія, Аляска. Найбільші острови — Ґренландія, Ньюфаундленд, Канадський Арктичний архіпелаг (разом з островом Баффінова земля), Великі Антильські, Малі Антильські, Алеутські острови. Порізаність берегів Північної Америки сприяла виникненню тут численних морських портів.
Істотний вплив на природу Північної Америки мають морські течії, що омивають її береги: Аляскинська, Каліфорнійська, Лабрадорська і Гольфстрим.
Північна Америка багата на внутрішні води. Тут протікає одна з найбільших річок земної кулі — Міссісіпі, розташоване найбільше за площею прісноводне озеро Землі — Верхнє. Північноамериканські льодовики поступаються за площею тільки льодовикам Антарктиди. Є в Північній Америці великі болота та значні запаси підземних вод. Проте розподілені води на території материка дуже нерівномірно.

### Геологічна історія
Геологічну кору континенту формує Північно-Американська древня геологічна платформа, що сформувалася приблизно між 1,5 та 1 млрд років тому під час протерозойського еону. Найбільшим виходом цієї платформи до поверхні є Канадський щит. Від пізнього палеозою до раннього мезозою Північна Америка перебувала у складі Пангеї. Одним з результатів формування Пангеї є гори Аппалачі, що утворилися близько 480 млн років тому, отож є одними з найстаріших гір у світі. Коли 200 млн років тому Пангея розпалася, Північна Америка стала частиною Лавразії, аж доки не від'єдналася від Євразії і стала окремим континентом в середині крейдового періоду.
Скелясті гори та інші західні гірські системи почали формуватися 80—55 млн років тому під час ларамійського орогенезу. Утворення Панамського перешийку, що поєднав Північну та Південну Америки, відбулося приблизно 15—12 млн років тому. Великі Озера утворилися наприкінці останнього льодовикового періоду (близько 10 тис. років тому), коли відступив Лаврентійський льодовиковий щит.

### Гідрографія
На великих просторах заходу, особливо у південно-західній частині континенту, річкова сітка розвинута слабо або відсутня зовсім. На південному сході, навпаки, вона густа. За винятком басейну внутрішнього стоку, що розташований на південному заході материка, річки материка несуть свої води до басейнів трьох океанів. Більшість річок належить до басейнів Атлантичного і Північного Льодовитого океанів. Переважно це рівнинні річки, які мають широкі та глибокі долини, їхнє живлення переважно дощове або мішане (дощове й снігове).

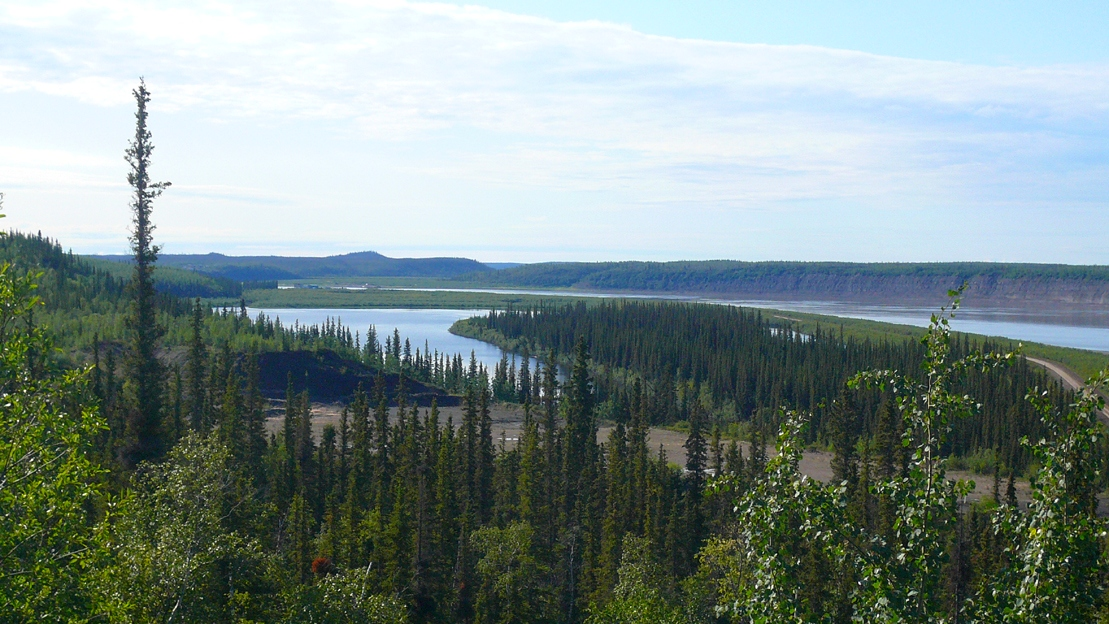
Макензі

Річки басейну Атлантичного океану мають значну довжину та велику кількість приток. Найбільшою річкою Північної Америки є Міссісіпі, назва якої в перекладі з індіанської мови означає «Велика річка».
Річки басейну Північного Льодовитого океану порівняно недавно сформовані, переважно порожисті. Тільки окремі з них мають значну довжину та є повноводними. Живляться переважно талими сніговими водами і взимку на тривалий час замерзають. Найбільша річка басейну — Маккензі, що бере початок з Великого Невільничого озера.
Оскільки річки басейну Тихого океану зароджуються на значній висоті, вони мають швидку течію, великі похил і падіння та великі запаси гідроенергії. Особливо виділяється у цьому відношенні найповноводніша з річок басейну — Колумбія, що має льодовикове живлення.
В Північній Америці розташована найбільша прісноводна озерна система світу. За об'ємом води Великі озера перевищують Балтійське море. Останніх два озера в цьому водному ланцюжку сполучені між собою річкою Ніагарою, на якій розташований всесвітньо відомий Ніагарський водоспад.
Великі запаси води законсервовані в льодовиках Ґренландії і Канадського Арктичного архіпелагу.

### Клімат
Кліматичний вплив океанів виражається насамперед у різнохарактерних течіях біля узбережжя материка. Холодні Лабрадорська й Каліфорнійська течії знижують температуру повітря й кількість опадів на північному сході й південному заході материка. Теплі Аляскинська течія й течія Гольфстрим цілий рік сприяють підвищенню температури й великій кількості опадів на північному заході й південному сході материка.

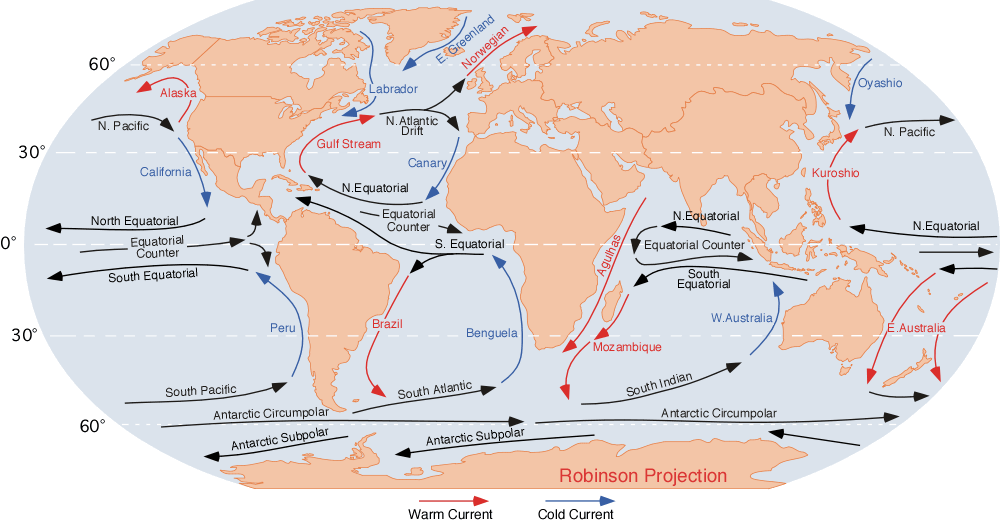
Океанічні течії

Меридіональне чи близьке до нього простягання основних гірських систем (Кордильєри, Аппалачі) обмежують вплив океанів порівняно вузькою смугою прибережних просторів. Водночас відсутність гірських систем широтного простягання створює сприятливі умови для проникнення холодних арктичних повітряних мас далеко на південь, а тропічні повітряні маси влітку заходять іноді в північні широти помірного поясу. Такий контраст повітряних мас спричиняє виникнення на Центральних рівнинах Північної Америки потужних вихорів — торнадо.

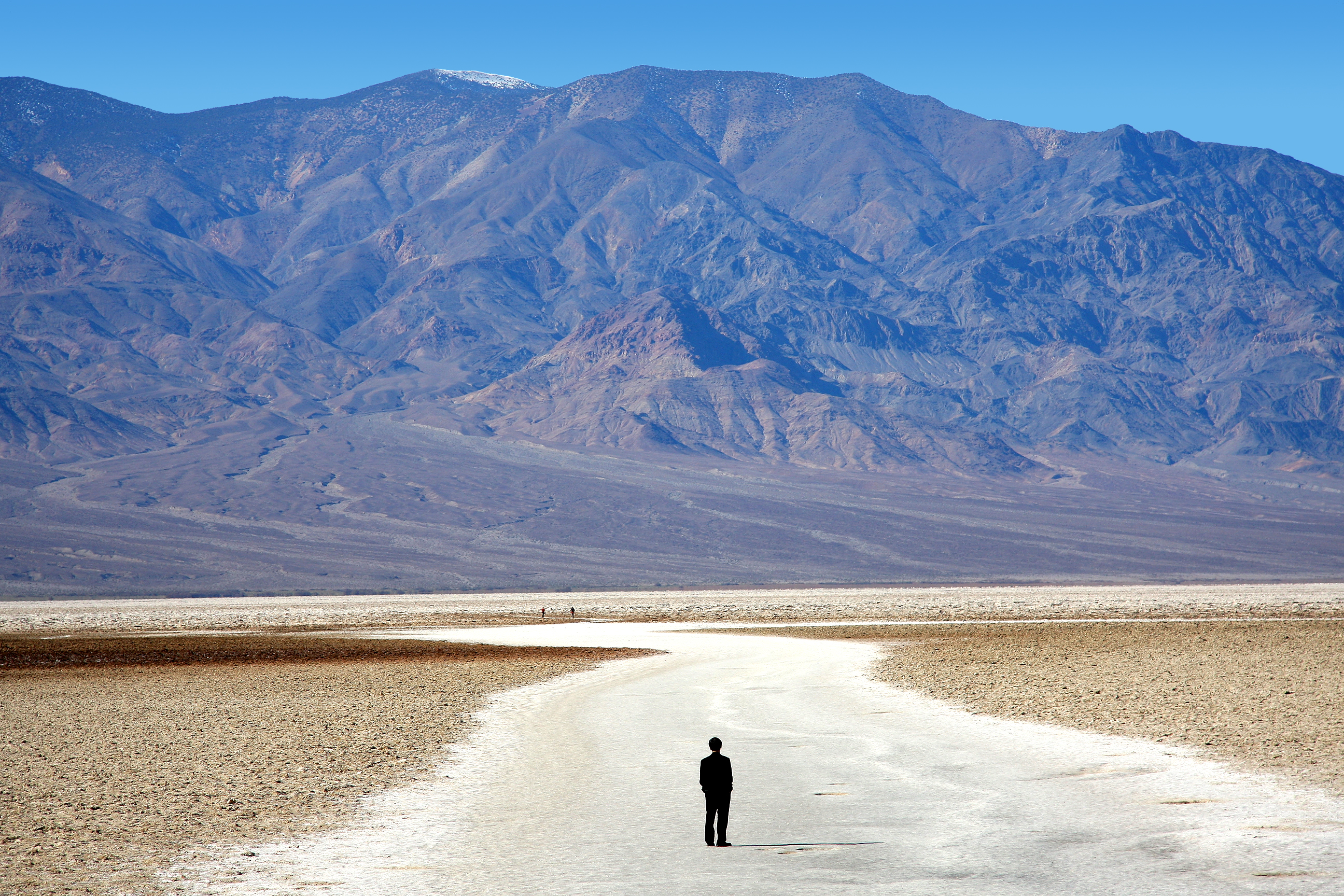
Долина Смерті

Середні січневі температури нижчі 0°С характерні на північ від 40° пн. ш. Найнижчі зимові температури зафіксовані на північний захід від Гудзонової затоки, де часті морози -50°С і нижче. На плоскогір'ї Юкон зафіксована температура -64°С, а на льодовиковому щиті Ґренландії — -70°С. Характерні високі контрасти температур між північчю й півднем материка, особливо взимку.
Середні липневі температури на півночі Канади становлять +5…+10°С, на узбережжі Мексиканської затоки — +22…+24°С. Найвищі температури влітку спостерігаються на плато в Південних Кордильєрах (+57°С — в Долині Смерті на плато Великий Басейн, яка є найвищою температурою в західній півкулі).
Розподіл опадів на материку залежить від переважаючих повітряних мас. Крайній північний захід материка перебуває під впливом Алеутського мінімуму. Тут випадає 1500—2000 мм опадів на рік. А біля підніжжя гори Олімпес опади досягають максимуму для Північної Америки — 5000-6000 мм на рік. Східні окраїни материка перебувають під впливом повітряних мас Атлантичного океану. Тут кількість опадів закономірно змінюється зі сходу на захід: на Приатлантичній низовині випадає 1200—1400 мм на рік, в Аппалачах — 1000—1100 мм, на Центральних рівнинах — 700—900 мм, на Великих рівнинах — 300—400 мм. Найменша кількість опадів (100—200 мм на рік) спостерігається в міжгірних котловинах Великого Басейну і на півночі Мексиканського нагір'я. Цьому сприяють повітряні маси східної периферії Гавайського максимуму, які проходять над холодною Каліфорнійською течією.
В Північній Америці наявні всі кліматичні пояси, окрім екваторіального.

### Корисні копалини
Основні корисні копалини: Канада — найбільший у світі постачальник нікелю, цинку, урану, калію; другий у світі постачальник азбесту, срібла, титану, гіпсу; сірки і молібдену; Мексика — найбільший у світі постачальник срібла і четверта за видобутком нафти. У США найбільший у світі видобуток кухонної солі.

### Фізико-географічне районування
За фізико-географічне районуванням Північна Америка поділяється на 10 фізико-географічних країн:
- Канадський Арктичний архіпелаг (охоплює численні шельфові острови на півночі Канади; східний край архіпелагу припіднятий (до 2926 м), порізаний фіордами, вершини вкриті крижаними шапками, на іншій території переважає платоподібний рельєф; на більшій частині архіпелагу панують арктичні тундрові ландшафти, на крайньому півдні — типові тундрові);
- Гренландія (найбільший острів Землі, геологічно пов'язаний із континентом; близько 84 % поверхні займає величезний крижаний щит, інша частина — гориста (до 3700 м); ландшафти змінюються з півночі на південь: полярні пустельні, тундрові, приокеанські лугові);
- Канадський щит (плоскогір'я з льодовиковим рельєфом, східна частина припіднята (до 1621 м), центральна частина зайнята Гудзоновою затокою і приморською низовиною; клімат арктичний і субарктичний; ґрунти мерзлотно-тайгові, тундрові; ландшафти тундрові, тайгові, скелясті безлісі простори);
- Аппалачі (система складчастих гірцинських хребтів і плоскогір'ів; клімат помірно вологий приатлантичний; з півночі на південь зміняються лісові ландшафти бореального, суббореального і субтропічного типів, представлені своїми висотними варіантами);
- Центральні рівнини (піднесені пластові рівнини із залишковими височинами; клімат помірно-континентальний, із зменшенням зволоження на захід; ґрунти: чорноземи, каштанові; ландшафти: степові (прерії), лісостепові, на півдні — напівпустельні);
- Великі рівнини (високі ступінчасті пластові рівнини, що простягнулись широкою смугою уздовж східного схилу Кордільєр; клімат помірно-континентальний; ґрунти: чорноземи, каштанові; ландшафти: степові (прерії), лісостепові, на півдні — напівпустельні);
- Берегові низовини (охоплює Приатлатичну і Примексиканську низовини, сильно заболочені в приморській смузі; клімат вологий субтропічний; переважають лісові ландшафти, що переходять на заході в лісостепові й степові, на крайньому півдні Флориди  — в тропічні лісові);
- Кордильєри (простягається вздовж західного узбережжя Північної Америки; часто поділяють на 3 окремі фізико-географічні країни: Скелясті гори, Внутрішні плоскогір'я, Береговий хребет; клімат від субарктичного до субтропічного; ландшафти: від гірських хвойних лісів (на півночі) до пустелі (на південному заході), із чітко вираженою висотною поясністю);
- Мексиканське нагір'я (охоплює Каліфорнійський півострів, гори Західні й Східні Сьєрра-Мадре (до 4054 м) з внутрішнім плоскогір'ям, обрамлений на півдні Поперечною Вулканічною Сьєррою; внутрішня частина нагір'я характеризується дуже аридним кліматом в пануванням тропічних пустель; на схилах периферичних хребтів зволоження зростає і з'являються горно-лісові тропічні ландшафти;
- Центральна Америка (займає перешийок між Північною і Південною Америкою, що являє собою продовження Кордильєр (до 4220 м) з активним сучасним вулканізмом, а також Антильські острови; клімат тропічний і субтропічний; ландшафтна структура строката, на рівнинах поширені савани, в горах в залежності від експозиції схилів і висот — савани, вологі субтропічні і тропічні ліси).

## Історія

### Доколумбова ера

Піраміда Кукулькана, Мексика

Міфи корінного населення стверджують, що люди проживали на цих територіях ще від створення світу. В наукових колах хронологія та маршрути заселення континенту є предметом поточних досліджень та дискусій. Традиційна теорія стверджує, що перші мігранти прийшли близько 25—11 тис. років тому з Азії через Берингію, що тоді з'єднувала Сибір та сучасну Аляску. Здебільшого науковці погоджуються, що корінне населення обох Америк походить з Центральної Азії, а його розселення континентом відбулося в кінці останнього льодовикового періоду (пізнє заледеніння) близько 13 тис. років тому. Деякі генетичні дослідження вказують на ще кілька хвиль міграції, що відбулися після початкової колонізації, але передували більш пізньому заселенню інуїтів, інупіатів і юпікських народів. На думку антропологів, інуїти прибули до Північної Америки набагато пізніше інших корінних груп, про що свідчить поступова заміна артефактів дорсетської культури на артефакти культури туле.
До контактів з європейцями, населення Північної Америки було розділене на найрізноманітніші державні утворення: від первісних стад з кількох сімей до велетенських імперій. Корінні американці проживали в кількох «культурних регіонах», межі котрих приблизно визначалися межами географічних та біологічних зон. Населенню кожного такого регіону були властиві певний спосіб життя та основне заняття (полювання на бізонів на Великих рівнинах, фермерство в Месоамериці тощо). Корінне населення також можна класифікувати за мовними родинами, проте люди, що розмовляли схожими мовами, не завжди були союзниками чи розділяли одну матеріальну культуру.
За тисячі років культури корінного населення змінювалися та замінювали одна одну. Найстарішою зі знайдених є культура Кловіс, що існувала на місці сучасного Нью-Мексико. До більш пізніх належать знайдені в долині річки Міссісіпі міссісіпська культура та пов'язані з нею культури будівельників курганів, а також знайдена на місці чотирьох кутів культура анасазі. Найпівденніші культурні групи континенту свого часу одомашнили багато сільськогосподарських культур, що зараз широко розповсюджені у світі, як-то помідори, гарбузи, кукурудза тощо. Наслідком сільськогосподарського розвитку південної частини стали також значні культурні здобутки. Наприклад, цивілізація Мая винайшла календар і писемність, збудувала велетенські піраміди та храми та відкрила поняття нуля.
Найперша достеменно відома доколумбівська подорож представників європейської цивілізації до Північної Америки відбулася у 10—11 столітті — на острові Ньюфаундленд, в місцині нині відомій як Л'Анс-о-Медоуз було знайдено поселення вікінгів тих часів.

### Колоніальний період

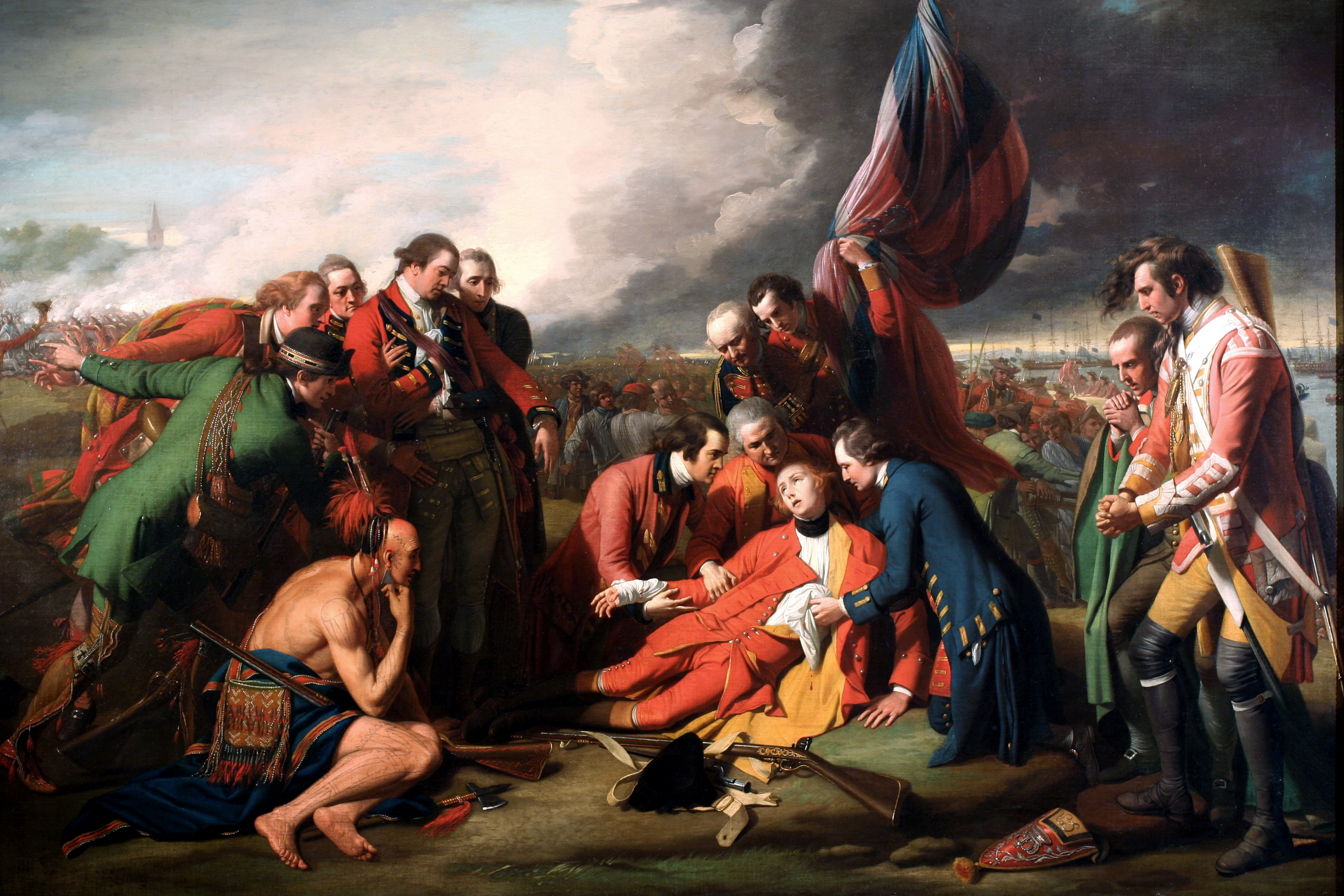
Битва на Полях Авраама між військами англійським та французьким із союзними їм індіанцями.

Датою відкриття як Північної так і Південної Америки вважають 12 жовтня 1492 року, коли іспанська експедиція на чолі з генуезцем Христофором Колумбом досягла островів поблизу берегів материка.
Упродовж Доби великих географічних відкриттів європейці дослідили Американський континент та заявили права на тамтешні землі. Разом з їх прибуттям до «Нового світу» популяція корінного населення почала швидко скорочуватися через силові конфлікти з загарбниками та принесені ними з Європи захворювання, до яких корінні американці не мали імунітету. Докорінних перетворень зазнали культура та політичне життя місцевих мешканців. Деякі мовні групи вимерли, іншим довелося досить швидко змінитися.
Велика Британія, Іспанія та Франція почали захоплювати території, експлуатувати, контролювати та змагатися за них. Наприкінці XVIII — на початку XIX століття унаслідок рухів за незалежність в Північній Америці виникли сучасні країни. У 1776 році тринадцять британських колоній вздовж узбережжя Атлантичного океану проголосили незалежність та заснували Сполучені Штати Америки. Шляхом об'єднання північних територій, контрольованих Великою Британією та Францією, утворилася Канада. Нова Іспанія, що згодом перетворилася на Мексику проголосила незалежність у 1810 році. У 1823 році колишнє Генерал-капітанство Гватемала стало першою незалежною державою Центральної Америки — Центральноамериканською федерацією.

## Населення

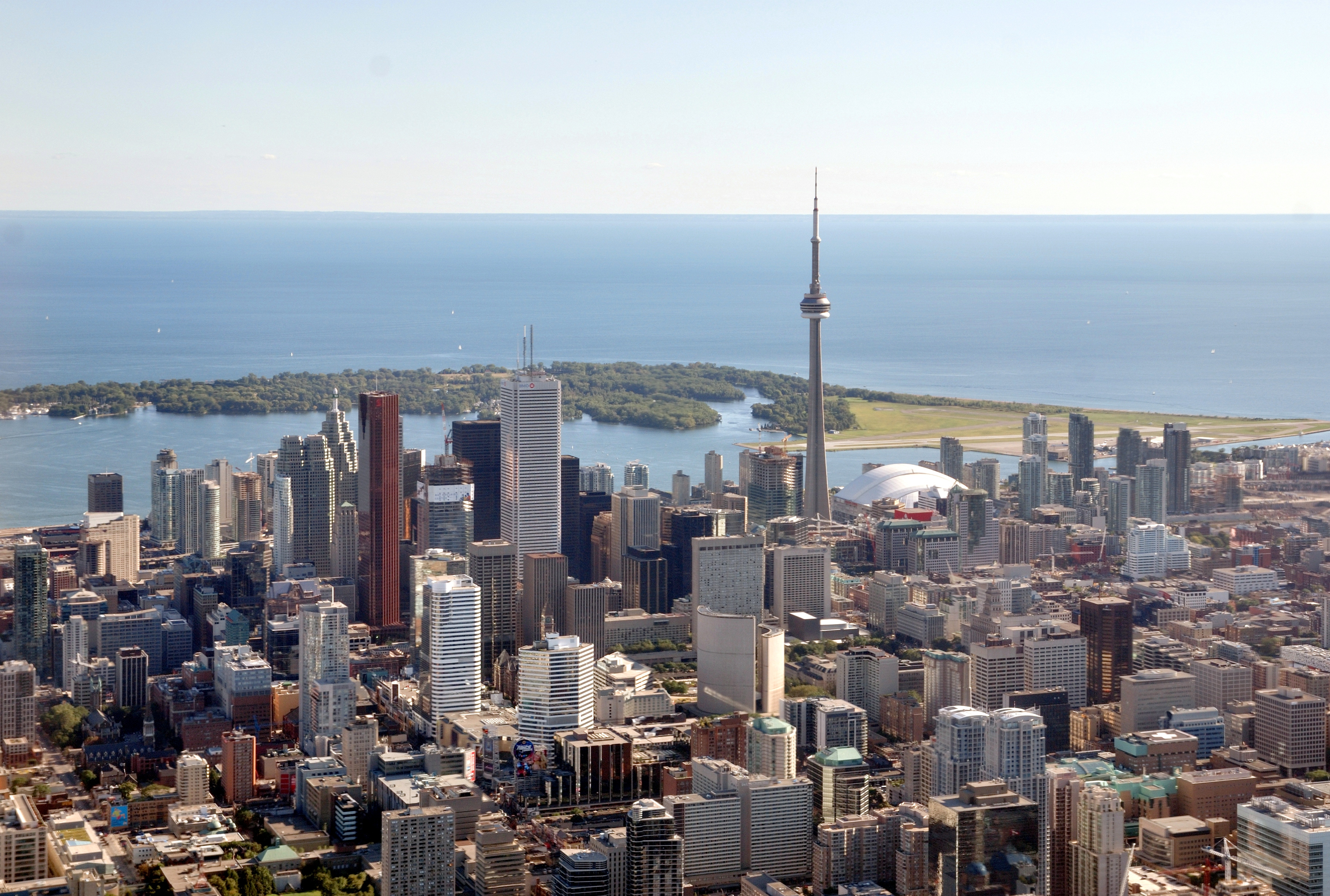
Торонто

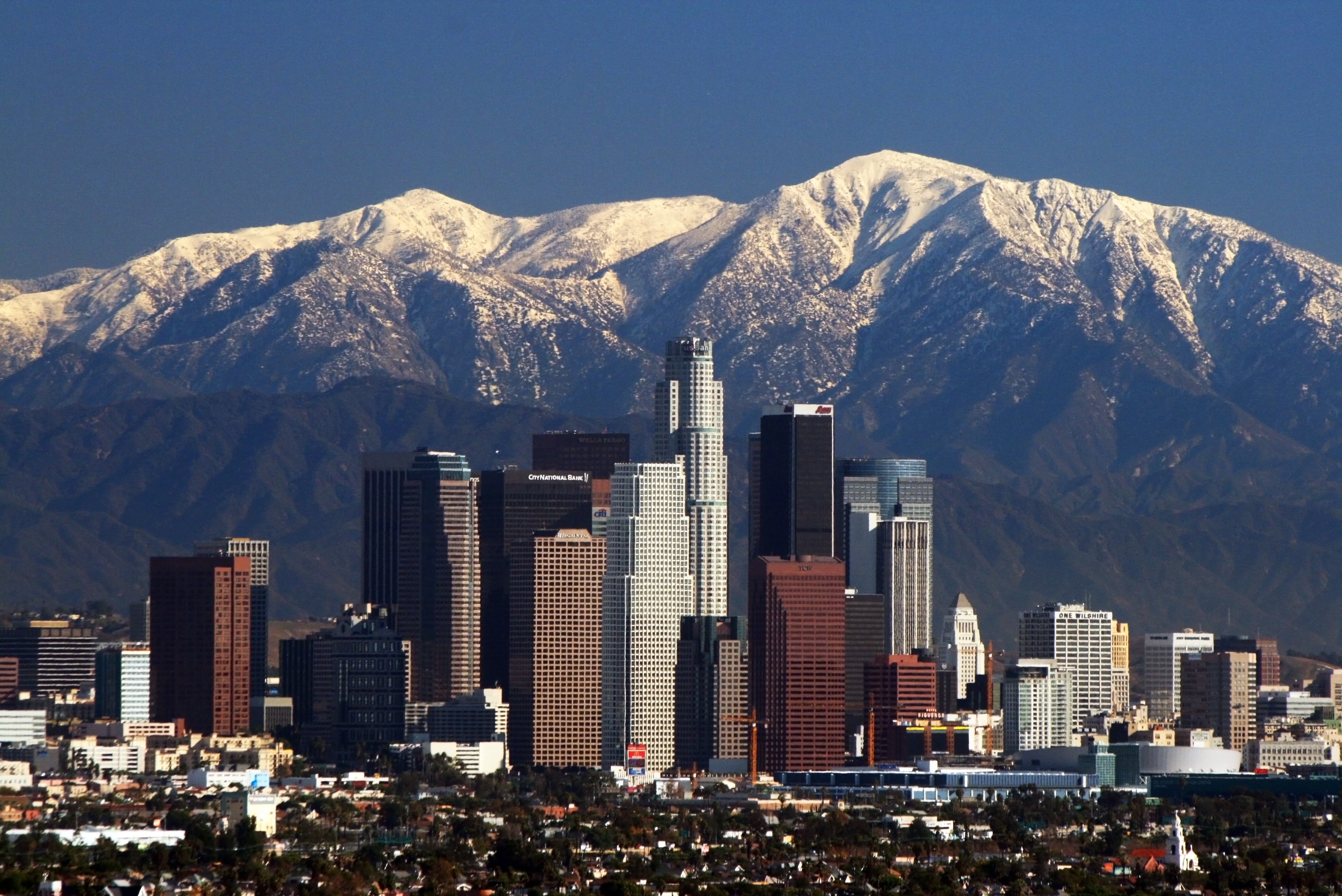
Лос-Анджелес

У Північній Америці проживає 8 % населення світу, переважно європеоїдної раси, а також негроїдної і монголоїдної (індіанці).
Розміщення населення у Північній Америці залежить від історичного часу заселення конкретної території. Найгустіше населені Бермудські острови і північно-східне узбережжя континенту (своєрідний плацдарм для мігрантів з Європи). Основна кількість населення США і Канади (130 млн осіб) зосереджена між атлантичним узбережжям та меридіаном 85° з. д., у вузькій смузі державного кордону між двома країнами, між Великими озерами та річками Міссісіпі й Огайо. Суворі кліматичні умови завадили широкому заселенню просторів на крайній півночі континенту. Центральна Америка особливо густо заселена на Антильських островах (Ямайка — 200 осіб/км²; Тринідад і Тобаго, Барбадос — 580 осіб/км²). Найменш заселені пустельні регіони північно-західної частини Мексики (пустеля Сонора).
Три чверті населення Північної Америки проживає в містах.
| Місто (агломерація) | Населення (2010) | Площа      | Країна  |
| Мехіко              | 21 163 226       | 7 346 км²  | Мексика |
| Нью-Йорк            | 18 897 109       | 17 405 км² | США     |
| Лос-Анджелес        | 12 828 837       | 12 562 км² | США     |
| Чикаго              | 9 461 105        | 24 814 км² | США     |
| Даллас              | 6 371 773        | 24 059 км² | США     |
| Делавер             | 5 965 343        | 13 256 км² | США     |
| Х'юстон             | 5 946 800        | 26 061 км² | США     |
| Торонто             | 5 593 212        | 7 124 км²  | Канада  |
| Вашингтон           | 5 582 170        | 14 412 км² | США     |
| Маямі               | 5 564 635        | 15 896 км² | США     |

Інші великі міста (населення понад 1 млн): Сан-Франциско, Монреаль, Гвадалахара, Монтеррей, Філадельфія, Гватемала, Ванкувер, Детройт, Сан-Дієго.

## Економіка Північної Америки
- Корисні копалини Північної Америки
- Гірнича промисловість Північної Америки
- Мінерагенія Північної Америки
- Геологія Північної Америки

Економіка Північної Америки твориться понад 596 мільйонами людей (8% населення світу) у 24 суверенних штатах і 15 залежних територіях. Вона відзначається різким поділом між переважно англомовними країнами Канади та Сполучених Штатів, які є одними з найбагатших і найрозвиненіших країн світу, та країнами Центральної Америки та Карибського басейну колишньої Латинської Америки, які є менш розвиненими. Мексика та країни Карибського басейну, що входять до Співдружності Націй, знаходяться між крайніми економічними рівнями розвитку Північної Америки.

## Країни та території
Нижче подана таблиця Північноамериканських країн та територій, поділених на три регіони.
| Країна чи територія                             | Площа (км²) | Населення (оцінка 2008) | Щільність населення (на км²) | Столиця         |
| ----------------------------------------------- | ----------- | ----------------------- | ---------------------------- | --------------- |
| Північна Америка                                |             |                         |                              |                 |
| Бермудські Острови (Велика Британія)            | 54          | 65 000                  | 1203.7                       | Гамільтон       |
| Гренландія (Данія)                              | 2 166 086   | 57 000                  | 0.026                        | Нуук            |
| Канада                                          | 9 984 670   | 33 573 000              | 3.4                          | Оттава          |
| Мексика                                         | 1 964 375   | 112 322 757             | 57.1                         | Мехіко          |
| Сен-П'єр і Мікелон (Франція)                    | 242         | 6000                    | 24.8                         | Сен-П'єр        |
| США                                             | 9 629 091   | 311 630 000             | 32.7                         | Вашингтон       |
| Центральна Америка                              |             |                         |                              |                 |
| Беліз                                           | 22 966      | 307 000                 | 13.4                         | Бельмопан       |
| Гватемала                                       | 108 889     | 14 027 000              | 128.8                        | Гватемала       |
| Гондурас                                        | 112 492     | 7 466 000               | 66.4                         | Тегусігальпа    |
| Коста-Рика                                      | 51 100      | 4 579 000               | 89.6                         | Сан-Хосе        |
| Нікарагуа                                       | 130 373     | 5 743 000               | 44.1                         | Манаґуа         |
| Панама                                          | 75 417      | 3 454 000               | 45.8                         | Панама          |
| Сальвадор                                       | 21 041      | 6 163 000               | 293.0                        | Сан Сальвадор   |
| Карибське море                                  |             |                         |                              |                 |
| Американські Віргінські Острови (США)           | 347         | 110 000                 | 317.0                        | Шарлотта-Амалія |
| Ангілья (Велика Британія)                       | 91          | 15 000                  | 164.8                        | Валлі           |
| Антигуа і Барбуда                               | 442         | 88 000                  | 199.1                        | Сент-Джонс      |
| Аруба (Нідерланди)                              | 180         | 107 000                 | 594.4                        | Ораньєстад      |
| Багамські Острови                               | 13 943      | 342 000                 | 24.5                         | Нассау          |
| Барбадос                                        | 430         | 256 000                 | 595.3                        | Бриджтаун       |
| Бонайре (Нідерланди)                            | 294         | 12 093                  | 41.1                         | Кралендейк      |
| Британські Віргінські Острови (Велика Британія) | 151         | 23 000                  | 152.3                        | Род-Таун        |
| Гаїті                                           | 27 750      | 10 033 000              | 361.5                        | Порт-о-Пренс    |
| Гваделупа (Франція)                             | 1628        | 401 784                 | 246.7                        | Бас-Тер         |
| Гренада                                         | 344         | 104 000                 | 302.3                        | Сент-Джорджес   |
| Домініка                                        | 751         | 67 000                  | 89.2                         | Розо            |
| Домініканська Республіка                        | 48 671      | 10 090 000              | 207.3                        | Санто-Домінго   |
| Кайманові Острови (Велика Британія)             | 264         | 56 000                  | 212.1                        | Джорджтаун      |
| Куба                                            | 109 886     | 11 204 000              | 102.0                        | Гавана          |
| Кюрасао (Нідерланди)                            | 444         | 140 794                 | 317.1                        | Віллемстад      |
| Мартиніка (Франція)                             | 1128        | 397 693                 | 352.6                        | Фор-де-Франс    |
| Монтсеррат (Велика Британія)                    | 102         | 6000                    | 58.8                         | Плімут; Брейдс  |
| Острови Теркс і Кайкос (Велика Британія)        | 948         | 33 000                  | 34.8                         | Кокберн-Таун    |
| Пуерто-Рико (США)                               | 8870        | 3 982 000               | 448.9                        | Сан-Хуан        |
| Саба (Нідерланди)                               | 13          | 1537                    | 118.2                        | Боттом          |
| Сен-Бартельмі (Франція)                         | 21          | 7448                    | 354.7                        | Густавія        |
| Сент-Кіттс і Невіс                              | 261         | 52 000                  | 199.2                        | Бастер          |
| Сент-Люсія                                      | 539         | 172 000                 | 319.1                        | Кастрі          |
| Сен-Мартен (Франція)                            | 54          | 29 820                  | 552.2                        | Маріго          |
| Сент-Вінсент і Гренадини                        | 389         | 109 000                 | 280.2                        | Кінґстаун       |
| Сінт-Естатіус (Нідерланди)                      | 21          | 2739                    | 130.4                        | Ораньєстад      |
| Сінт-Мартен (Нідерланди)                        | 34          | 40 009                  | 1176.7                       | Філіпсбурґ      |
| Тринідад і Тобаго                               | 5130        | 1 339 000               | 261.0                        | Порт-оф-Спейн   |
| Ямайка                                          | 10 991      | 2 719 000               | 247.4                        | Кінгстон        |
| Всього                                          | 24 500 995  | 541 720 440             | 22.9                         |                 |